# Billboard Top Latin Albums
La Billboard Top Latin Albums è una classifica musicale pubblicato dalla rivista Billboard ed è considerato come la più importante classifica che raccoglie prodotti musicali in lingua spagnola per il mercato del continente americano.
Come tutte le classifiche di Billboard, il dato su cui si basa sono il numero di vendite. Luminate Data raccoglie i dati di vendita dai commercianti che rappresentano oltre il 90% del mercato al dettaglio della musica negli Stati Uniti. Il campione include le vendite presso i negozi di musica, grandi magazzini, e vendite su Internet di supporti fisici o in download digitali. Viene inoltre elencato un numero limitato di vendite verificabili da sedi di concerti. Per entrare in classifica, un album deve avere il 51% o più del suo contenuto registrato in spagnolo. La classifica dei Top Latin Albums sono mostrati anche su Telemundo attraverso una partnership tra le due società. La classifica Latin Pop Album include musica solo del genere pop, mentre la classifica Regional Mexican Albums include generi diversi come norteño.
Il primo album ad entrare al numero uno di questa classifica è stato Mi tierra di Gloria Estefan il 10 luglio 1993.